# قائمة حوادث التحرير السياسي على ويكيبيديا
فيما يلي قائمة بالحوادث المعروفة علنًا والتي وقعت على ويكيبيديا عندما قام أشخاص لديهم علاقة خارجية بموضوع سياسي بإضافة معلومات أو مواد ترويجية أو الحفاظ على سياق معين، بهدف تعزيز أيديولوجية سياسية أو وجهة نظر أو موقف دولة.
تُعتبر هذه الممارسات، التي تشمل التحرير السياسي، نوعًا من التحرير المتعلق بتضارب المصالح. يستخدم مجتمع ويكيبيديا أدوات وسياسات متعددة لاكتشاف وإزالة هذا النوع من المحتوى؛ لكن فعالية هذه الأدوات ضد الجهات الحكومية قد تم التساؤل عنها.

## الحوادث

### ويكي سكانر
في عام 2007، أنشأ فيرجيل غريفث قاعدة بيانات قابلة للبحث تربط التغييرات التي أجراها محررو ويكيبيديا المجهولون بالشركات والمنظمات التي تم إجراء التعديلات منها. وكانت القاعدة تستعرض سجلات تعديلات ويكيبيديا مع السجلات العامة المتوفرة حول عنوان بروتوكول الإنترنت الخاصة بالإنترنت التي تم منها إجراء التعديلات.
كانت معظم التعديلات التي اكتشفها WikiScanner بسيطة أو غير ضارة، ولكن التحليل الإضافي كشف عن حالات أكثر إثارة للجدل وإحراجاً لتعديلات ذات صراع مصالح. وقد نالت هذه الحالات تغطية إعلامية واسعة في جميع أنحاء العالم. وكان من بين المتهمين الفاتيكان، ووكالة المخابرات المركزية، ومكتب التحقيقات الفيدرالي،  ولجنة الحملة الانتخابية للحزب الديمقراطي الأمريكي، والحزب الجمهوري الأمريكي،  وحزب العمال البريطاني، وحزب المحافظين البريطاني،  والحكومة الكندية،  وصناعة كندا،  ووزارة رئيس الوزراء ومجلس الوزراء والدفاع في أستراليا، الأمم المتحدة، مجلس الشيوخ الأمريكي، وزارة الأمن الداخلي الأمريكية، وكالة حماية البيئة الأمريكية، سيناتور مونتانا كونراد بيرنز، حاكم أوهايو بوب تافت، الحكومة الإسرائيلية، ومختلف المنظمات الإعلامية والصناعية.
على الرغم من أن التعديلات كانت مرتبطة بعناوين بروتوكول الإنترنت المعروفة، لم يكن هناك دليل على أن التغييرات جاءت من أحد أعضاء المنظمة أو موظف في الشركة، فقط أن شخصًا ما كان لديه حق الوصول إلى شبكتهم.

### الصراع الإسرائيلي الفلسطيني
في عام 2008، أطلق مجموعة ناشطة مؤيدة لإسرائيل تسمى "اللجنة من الدقة في تقارير الشرق الأوسط في أمريكا" (CAMERA) حملة لتعديل مقاطع ويكيبيديا لدعم الجانب الإسرائيلي في الصراع الإسرائيلي الفلسطيني. اقترحت الحملة أن يتظاهر المحررون المؤيدون لإسرائيل بالاهتمام بمواضيع أخرى حتى يتم انتخابهم كمديرين. وبمجرد أن يصبحوا مديرين، كان من المفترض أن يسيئوا استخدام سلطاتهم الإدارية لقمع المحررين المؤيدين لفلسطين ودعم المحررين المؤيدين لإسرائيل. تم حظر بعض المشاركين في المشروع من قبل مديري ويكيبيديا.
في عام 2010، أطلقت جماعتان إسرائيليتان مؤيدتان للمستوطنات، هما "مجلس يشع" و"إسرائيل شلي"، دورات لتعليم المحررين المؤيدين لإسرائيل كيفية استخدام ويكيبيديا للترويج لوجهة نظر إسرائيل. وكان من المقرر منح جائزة للمحرر الذي يضيف أكبر عدد من التعديلات المؤيدة لإسرائيل.
في يوليو 2023، تعرض منتدى كوهيليت للسياسات اليمينية في إسرائيل لانتقادات بسبب مزاعم باستخدامه حسابات وهمية للتأثير على صفحة ويكيبيديا الخاصة به، وهو ما ادعى أنه تم بواسطة موظف دون موافقة أو علم من المنتدى. وقد استخدم المنتدى التحرير المدفوع علنًا في الماضي لكتابة عن الإصلاح القضائي الإسرائيلي لعام 2023 وقضايا أخرى تتماشى مع وجهات نظره، وذلك بشكل رئيسي على ويكيبيديا العبرية.

### التحرير المؤيد للصين
في أكتوبر 2019، أفادت هيئة الإذاعة البريطانية (بي بي سي) أن هناك مؤشرات على أن التعديلات المتحيزة على 22 مقالة حساسة سياسيًا (مثل تلك المتعلقة بالاحتجاجات في هونج كونج 2019-2020 أو تايوان) لم تكن "بالضرورة عشوائية أو عضوية". استشهدت بي بي سي بمقال أكاديمي نُشر في مجلة العلوم الاجتماعية بعنوان "فرص وتحديات التواصل الخارجي للصين في ويكيبيديا"، والذي ذكر أن "بسبب تأثير وسائل الإعلام الأجنبية، تحتوي مدخلات ويكيبيديا على عدد كبير من الكلمات المنحازة ضد الحكومة الصينية"، وأشار إلى "ضرورة تطوير استراتيجية تواصل خارجية مستهدفة، تشمل ليس فقط إعادة بناء نظام متكامل من أنظمة الخطاب الخارجي، ولكن أيضًا培养 قادة مؤثرين على منصة ويكيبيديا." وأضاف "الصين بحاجة ماسة إلى تشجيع وتدريب مستخدمي الإنترنت الصينيين ليصبحوا قادة رأي وإداريين على منصة ويكيبيديا... الذين يمكنهم التمسك بالقيم الاشتراكية وتشكيل بعض الفرق التحريرية الأساسية". لم تكن جميع التعديلات التي أجراها الفاعلون الحكوميون الصينيون تدميرًا للمحتوى؛ بل كان العديد منها يتعلق بفرض ادعاء معين على آخر أو تقليم اللغة لتوجيه رسالة سياسية. وذكرت بي بي سي أن الهجمات لم تكن مقتصرة على محتوى ويكيبيديا فقط، بل شملت أيضًا الهجمات ضد المحررين الفرديين.
في 13 سبتمبر 2021، حظرت مؤسسة ويكيميديا سبعة محررين ينتمون إلى مجموعة "ويكي ميديانز من الصين البر الرئيسة" على ويكيبيديا الصينية، وأزالت الامتيازات الإدارية من اثني عشر آخرين، وذلك بسبب "مخاطر أمنية تتعلق بمعلومات حول اختراق أنظمة ويكيميديا، بما في ذلك المناصب التي تمتلك حق الوصول إلى المعلومات الشخصية القابلة للتحديد والأجسام المنتخبة ذات التأثير". وقد وصف الباحثون هذه الحادثة بأنها "أوضح مؤشر على محاولة أكثر تنسيقًا واستراتيجية لتغيير ويكيبيديا من قبل دولة".

### الترويج أو الحط من قدر السياسيين والمرشحين السياسيين

#### موظفو الكونجرس الأمريكي
في عام 2006، تم اكتشاف أنه تم إجراء أكثر من 1,000 تغيير على مقاطع من مقالات ويكيبيديا التي نشأت من عناوين IP تخص الحكومة الأمريكية. تم إجراء تغييرات على مقالات حول النائب مارتي ميهان، السناتور توم كوبورن، السناتور نورم كولمان،  النائب جيل جوتكنيشت، السناتور جو بايدن آنذاك،  السناتور كونراد بيرنز،  السناتور ديان فينشتاين،  السناتور توم هاركين، النائب ديفيد ديفيس،  النائب عن ولاية تينيسي ماثيو هيل  والنائب مايك بنس آنذاك. كانت التعديلات تقوم بإزالة معلومات دقيقة ولكن نقدية، وتضخيم الأوصاف الإيجابية. رداً على الجدل، تم حظر بعض عناوين IP المتأثرة مؤقتًا.
وفي وقت لاحق، في عام 2011، تم إجراء تعديلات متضاربة على مقال النائب الأمريكي ديفيد ريفيرا.

#### الحملة الرئاسية الأمريكية 2008
خلال الانتخابات الرئاسية الأمريكية عام 2008، تم إجراء تغييرات من حملتي باراك أوبا وجون ماكين على مقاطع في مقالات ويكيبيديا، مما أثار اهتمام وسائل الإعلام. أحد المستخدمين الذي ادعى لاحقًا أنه كان يعمل لصالح حملة ماكين، قام بإجراء تعديلات على مقالة سارة بالين قبل الإعلان عن ترشحها لمنصب نائب الرئيس.

#### الحملة الرئاسية لنيوت جينجريتش 2012
حوالي بداية عام 2012، جادل جو دي سانتيس، مدير الاتصالات لحملة المرشح الرئاسي الأمريكي نيوت جينجريتش، لصالح إجراء تغييرات على مقالة غينغريتش على ويكيبيديا. بعض التعديلات التي طلبها كانت طفيفة، لكن جهوده الأولى حاولت إزالة التفاصيل السلبية التي اعتبرها منحازة بشكل غير مبرر في المقالة، بما في ذلك التفاصيل المتعلقة بعلاقاته خارج نطاق الزواج، والمعلومات حول نفقاته المالية، والاتهامات الأخلاقية ضده، ومواقفه السياسية حول القضايا المثيرة للجدل.
كان الحادث ملحوظًا لتحول جو دي سانتيس من تعديل المقالات المتعلقة بالسياسي وزوجته مباشرة، إلى اتباع إرشادات ويكيبيديا بشأن تضارب المصالح من خلال استخدام صفحات النقاش المرتبطة بكل مقالة لاقتراح التعديلات بدلاً من إجراء التعديلات بنفسه. وقال: "توقفت عن إجراء التعديلات المباشرة في مايو 2011 بعد أن تم تنبيهي إلى قواعد تضارب المصالح... كنت في البداية أعتقد أن الكشف عن انتمائي كان كافيًا، لكنه لم يكن كذلك. لذا بدأت في نشر طلبات على صفحة النقاش. لقد كان هذا أكثر نجاحًا، وقد تلقى المحررون الآخرون في ويكيبيديا ذلك بشكل إيجابي إلى حد كبير." وقال للمؤسسة الصحفية السياسية بوليتيكو إن نهجه في العمل مع مجتمع ويكيبيديا من خلال مناقشة التعديلات على صفحات النقاش كان أكثر نجاحًا من إجراء التغييرات بنفسه. وعلق محرر ويكيبيديا "Tvoz" منتقدًا هذه الممارسة، حيث كتبت: "... يجب أن أقول إن هذه الإدارة الدقيقة من قبل مدير حملة غينغريتش تثير القلق بالنسبة لي حتى لو كنت الآن تكشف عن انتمائك. الإشارة إلى الأخطاء الواقعية أمر، لكن مساهمتك يجب أن لا تتجاوز ذلك، حتى [على صفحة النقاش]."

#### برلمان المملكة المتحدة
في مارس 2012، كشف "مكتب الصحافة الاستقصائية" أن أعضاء البرلمان البريطاني أو موظفيهم قاموا بإجراء ما يقرب من 10,000 تعديل على موسوعة ويكيبيديا، وأن ما يقرب من واحد من كل ستة أعضاء برلمان كانت مقالاتهم على ويكيبيديا قد تم تعديلها من داخل البرلمان. العديد من التعديلات تناولت إزالة تفاصيل غير مواتية تتعلق بفضيحة النفقات في عام 2009، بالإضافة إلى قضايا مثيرة للجدل أخرى. اعترفت النائبة السابقة جوان رايان بتعديل مقالها "كلما وُضعت معلومات مضللة أو غير صحيحة [على المقال]." وقالت كلير شورت إن موظفيها كانوا "غاضبين وحمايين" من الأخطاء والانتقادات في مقالها على ويكيبيديا وأقرت أنهم قد يكونون قد قاموا بتعديلها. كما أبلغ النائب عن حزب العمال فابيان هاميلتون أنه طلب من أحد مساعديه تعديل مقال لتصحيحه من وجهة نظره. أما النائب فيليب ديفيز فنفى إجراء أي تغييرات تتعلق بإزالة تعليقات مثيرة للجدل تتعلق بالمسلمين من عامي 2006 و2007.
تم الادعاء بأن النائب عن حزب العمال تشوكا أومونا قد أنشأ وقام بتعديل صفحته الخاصة على ويكيبيديا. وقال أومونا لصحيفة "ديلي تلغراف" إنه لم يعدل صفحته على ويكيبيديا، لكن الصحيفة نقلت عن ما وصفته بـ "مصادر مقربة من أومونا" قولها إن "من الممكن أن أحد أفراد فريق حملته الانتخابية في عام 2007، عندما كان يحاول الترشح ليكون مرشح حزب العمال في دائرة ستراثام في انتخابات 2010 العامة، هو من أنشأ الصفحة."

#### السيناتور الأيرلندي السابق جيم والش
في سبتمبر 2015، اعترف السيناتور السابق جيم والش بتعديل صفحته على ويكيبيديا، مشيرًا إلى أن "شخصًا من جماعات الضغط المثلية" كان قد قام بتعديلها. وقال إنه قد أزال "بعض التعليقات غير الصحيحة"، لكنه لم يوضح التعديلات التي أجراها. وقد أشار ت. ج. ماكنتاير، محاضر في كلية القانون بجامعة كلية دبلن، إلى التعديلات التي تمت من عنوان بروتوكول الإنترنت تابع لمجلس النواب الأيرلندي. شملت التعديلات إزالة تعليقات مثيرة للجدل كان قد أدلى بها السيناتور السابق بشأن المثليين أو استفتاء المساواة في الزواج.

#### التسلل السعودي
في 6 ديسمبر 2022، أعلنت مؤسسة ويكيميديا عن حظر 16 مستخدمًا بشكل عالمي، بما في ذلك سبعة إداريين من ويكيبيديا العربية وعدد من المستخدمين العاديين من ويكيبيديا العربية والفارسية، بسبب التحرير الذي يتعارض مع قواعد الحيادية في مواضيع الشرق الأوسط وشمال إفريقيا. اتهمت منظمة "الديمقراطية في العالم العربي الآن" (DAWN) هؤلاء المستخدمين بأنهم عملاء للحكومة السعودية؛ كما لفتت المنظمة الانتباه إلى حالة اثنين من الإداريين في ويكيبيديا العربية من السعودية، وهما أسامة خالد وزياد الصفياني، اللذين تم اعتقالهما في عام 2020، واعتُقِد أنهما قد حُكِما بالسجن بتهم من بينها تعديل مقالات على ويكيبيديا. رفضت المؤسسة ادعاءات DAWN بشأن التسلل السعودي، لكنها لم تعلق على اعتقال الإداريين، ولم تؤكد تفاصيل الحظر.

#### التسلل الإيراني
في سبتمبر 2018، عُقد اجتماع بعنوان "استكشاف استخدام استراتيجيات ويكيبيديا في التواصل" في طهران. استضاف الحدث وزارة الثقافة والإرشاد الإسلامي وضم لقاء بين وزارة الثقافة الإيرانية ورؤساء تحرير ويكيبيديا الفارسية. تمحورت المناقشات حول دمج ويكيبيديا الفارسية كمنظمة غير حكومية تحت إشراف وزارة الثقافة الإيرانية. وكان أحد المواضيع الأخرى المطروحة هو حماية صفحات ويكيبيديا الخاصة بالمسؤولين الإيرانيين مما وصفه حميد ضيايي بارفار، نائب وزير الثقافة والإرشاد الإسلامي في إيران آنذاك، بـ "الهجمات والحملات". خلص مقال في "أوبن ديموكراسي" إلى أن هناك مخاطر في التعاون بين الدولة الإيرانية وويكيبيديا الفارسية، حيث يشمل ذلك تمكين الحكومة الإيرانية من تبني أشكال معقدة من الرقابة ضمن آليات دعاية الحكومة.
في مقال نُشر في صحيفة "تايمز" في يناير 2024، تم الإشارة إلى أن "المستخدمين المجهولين" يقومون بتغيير المحتوى في ويكيبيديا باللغة الإنجليزية لـ "تخفيض مستوى الجرائم ضد حقوق الإنسان في إيران" و"التقليل من شأن الجماعات المعارضة الإيرانية". كما قال مقال رأي كتبه ماجد رافيزاده إن مقاطع الدعاية الحكومية الإيرانية تُستخدم كمصادر لـ "تشكيل السرديات" في ويكيبيديا باللغة الإنجليزية. وأضاف رافيزاده أن بعض المحتويات التي تنتقد الحكومة الإيرانية تُتَحَكّم فيها وتُعَرض للرقابة على المنصة.

#### أمثلة أخرى
في عام 2011، علقت سارة بالين على تاريخ بول ريفير. أدى ذلك إلى محاولة مؤيدي بالين تعديل مقال ويكيبيديا الخاص به ليتماشى مع تعليقات بالين.
في أكتوبر/تشرين الأول 2012، تم تحرير مقال احتلوا ملبورن من عنوان الـIP الخاص بمدينة ملبورن لتغيير اللغة المتعلقة بالاحتجاجات الأخيرة، في الأسبوع الذي سبق انتخاب عمدة المدينة روبرت دويل. نفى دويل أي تورط أو دافع في الموضوع.
في مايو من عام 2019، أبلغت صحيفة LNP عن تحرير مدفوع الأجر لصراع المصالح فيما يتعلق بالعديد من السياسيين في ولاية بنسلفانيا.
في ديسمبر 2019، أورد موقع سلايت ووسائل إعلام أخرى تقارير عن تحرير محتمل لمقال المرشح الرئاسي الأمريكي بيت بوتيجيج بسبب تضارب المصالح.
في ديسمبر 2020، أفاد موقع بوليتيكو عن تحرير تضارب المصالح فيما يتعلق بجيفري زينتس من قبل شركة الاستشارات الديمقراطية ساجوارو ستراتيجيز.
في نوفمبر 2022، أفادت صحيفة بوليتيكو أن عضو الكونغرس من نيويورك جورج سانتوس قد عدل مقال ويكيبيديا الخاص به على الأقل عبر حساب ويكي مُغلق الآن. في يوليو 2023، أفادت صحيفة ديلي بيست أن زميله في الكونغرس من نيويورك، مايك لولر، قد عدل صفحة ويكيبيديا الخاصة به عدة مرات.
في مايو 2023، قبل إعلان ترشحه للرئاسة، دفع المرشح الرئاسي الأمريكي فيفيك راماسوامي لويكيبيديا محررًا لإزالة معلومات من صفحة ويكيبيديا الخاصة به، على ما يبدو لكي يظهر بشكل أكثر توافقًا مع المحافظين. كان هدف راماسوامي هو إخفاء تاريخه كعضو في فريق الاستجابة لفيروس كورونا في ولاية أوهايو وزمالته بعد التخرج من "زمالة بول ودaisy سوروس للأمريكيين الجدد". نفى راماسوامي التلاعب وأكد بدلاً من ذلك أنه كان يدفع لتحرير "التحريفات الواقعية".

### حوادث أخرى
في 12 يوليو 2023، قام مشرفو ويكيبيديا العبرية بحظر خمس حسابات وهمية كان يديرها موظف من منتدى "كوهيليت" للسياسات، وهو منظمة غير ربحية يمينية، التي كانت تعدل المقالات المتعلقة بالإصلاح القضائي لعام 2023، وهو الإصلاح الذي يدعمه المنتدى. المنتدى، الذي كان يدير بالفعل ستة حسابات معتمدة، ابتعد عن هذه الحسابات الوهمية، مدعيًا أن تشغيلها كان غير مصرح به ويتناقض مع قواعد المجتمع وسياسات المنتدى الخاصة.